# 朱自清散文奖
朱自清散文奖是由《人民文学》杂志社和扬州报业传媒集团于2010年发起创立的散文奖项，每两年颁发一次，以中国现代散文家朱自清的名字命名，是中国散文写作的标志性奖项。

## 历届获奖名单

### 第一届（2010年）[2]
- 张承志
- 阎连科
- 龚鹏程
- 王小妮
- 蒋方舟

### 第二届（2012年）[3]
- 贾平凹
- 梁鸿
- 李娟
- 马伯庸
- 纳兰妙殊

### 第三届（2014年）[4]
- 张炜
- 贺捷生
- 马未都
- 于坚
- 祝勇

### 第四届（2016年）[5]
- 阿来
- 王鼎钧
- 周晓枫
- 蒋蓝
- 扬之水

### 第五届（2018年）[6]
- 丁帆
- 肖复兴
- 孙郁
- 车前子
- 潘向黎

### 第六届（2023年）[7]
- 杰出作家奖：韩少功
- 杰出作家奖：南帆
- 优秀作家奖：夏坚勇
- 优秀作家奖：陈福民
- 优秀作家奖：苏沧桑
- 扬州籍优秀作家奖：晏明